# David Smerdon
David Craig Smerdon (* 17. September 1984 in Brisbane) ist ein australischer Schachspieler und trägt den FIDE-Titel eines Schachgroßmeisters.

## Schachliche Laufbahn
Smerdon erlangte den Titel eines Schachgroßmeisters (GM) im Jahre 2009. Er erzielte die erforderlichen Normen für den Titel bei den Australischen Schachmeisterschaften 2005, im 7. Bangkok Chess Club Open 2007, das er mit einer Punkteausbeute von 7,5 von 9 gewinnen konnte und dem Czech Open in Pardubice, Tschechien, 2007. Die erforderliche Elo-Zahl von 2500 konnte er als letztes Kriterium für den Großmeistertitel im Juli 2009 erreichen. Smerdon ist damit nach Walter Browne, Ian Rogers, Darryl Johansen und Zhao Zong-Yuan der fünfte Australier, der einen Großmeistertitel erreichen konnte.
2009 gewann er die Schachmeisterschaften von Ozeanien, womit er sich für die Teilnahme am Schach-Weltpokal 2009 qualifizierte. Bei diesem Turnier schied er gegen Leinier Domínguez bereits in der ersten Runde aus.
Smerdon liegt in der Elo-Rangliste der australischen Schachspieler auf Platz 3 (Stand: Januar 2018). Er spielt mit der australischen Nationalmannschaft seit 2004 bei Schacholympiaden.
Vereinsschach spielte Smerdon in der niederländischen Meesterklasse von 2006 bis 2008 für den Schaakclub Utrecht sowie in den Saisons 2011/12 und 2013/14 für die Bussums Schaakgenootschap, in der britischen Four Nations Chess League von 2006 bis 2008 für The AD's und von 2011 bis 2016 für die erste und zweite Mannschaft von Guildford A&DC, wobei er mit der ersten Mannschaft 2013, 2014 und 2016 die Liga gewann, sowie in der deutschen Bundesliga von 2014 bis 2017 für Werder Bremen.

## Sonstiges
Smerdon studierte an der Universität Melbourne. 2017 promovierte er an der Universiteit van Amsterdam und dem Tinbergen-Institut in Wirtschaftswissenschaften. Danach wurde er Dozent an der University of Queensland.

## Werke
- David Smerdon: Smerdon’s Scandinavian. Everyman Chess, 2015, ISBN 978-1-78194-294-9.
- David Smerdon: The complete chess swindler. New in Chess, 2020, ISBN 978-90-5691-911-5.